# Lankesterina
Lankesterina es un género de foraminífero bentónico de la subfamilia Plectofrondiculariinae, de la familia Plectofrondiculariidae, de la superfamilia Nodosarioidea, del suborden Lagenina y del orden Lagenida. Su especie-tipo es Bolivina frondea. Su rango cronoestratigráfico abarca desde el Eoceno superior hasta el Oligoceno.

## Discusión
Clasificaciones previas incluían Lankesterina en la familia Nodosariidae.

## Clasificación
Lankesterina incluye a las siguientes especies:
- Lankesterina frondea †
- Lankesterina twistringensis †